# 우리는 영원히 어리지 않다
우리는 영원히 어리지 않다(Athlete A)는 미국에서 제작된 존 쉔크 감독의 2020년 다큐멘터리 영화이다.
이 영화는 2020년 4월 17일 트라이베카 영화제에서 전 세계 초연될 예정이었으나 코로나19 범유행으로 인해 취소되었다. 이 영화는 넷플릭스를 통해 2020년 6월 24일 개봉하였다.